# Murarka dwubarwna
Murarka dwubarwna, murarka leśna (Osmia bicolor) – gatunek samotnej pszczoły z rodziny miesierkowatych (Megachilidae). Występuje w Europie, na Kaukazie i w centralnej Azji.
Architektura gniazda jest dość podobna do tej spotykanej np. u murarki ogrodowej – w znalezionej przez siebie wąskiej szczelinie samica buduje kolejne komórki oddzielane ściankami, każdą zaopatrując w porcję pokarmu (pyłku i nektaru) oraz składając jedno jajo. O ile jednak murarka ogrodowa zasiedla szeroką gamę różnego rodzaju szpar i szczelin, murarka dwubarwna jest bardziej wybiórcza i zakłada swoje gniazda wewnątrz pustych muszli ślimaków. Do tego celu wybierane są muszle ślimaka winniczka, wstężyka gajowego i ogrodowego oraz Monacha cantiana. Ścianki rozdzielające komórki gniazda są zbudowane z przeżutej masy roślinnej. Zazwyczaj w jednej muszli jest tylko jedna (rzadziej dwie) komórka zawierająca pokarm i jajo, a pozostałe komórki (rzadziej tylko jedna) wypełnione są materiałem takim jak ziemia, bardzo małe muszelki ślimaków czy kamyczki. Po ukończeniu budowy gniazda muszla przykrywana jest przyniesionymi przez samicę w locie źdźbłami traw i innymi fragmentami roślin, formującymi kopczyk.
Larwa buduje kokon, w którym przechodzi przeobrażenie. Okres lotów dorosłych owadów przypada między marcem a czerwcem. Samce pojawiają się ok. dwa tygodnie przed samicami i przeszukują siedlisko, między innymi sprawdzając muszle ślimaków, w poszukiwaniu świeżo wychodzących z gniazd dziewiczych samic.
Murarka dwubarwna jest gatunkiem polilektycznym – korzysta z pyłku wielu różnych gatunków. Do budowy ścianek działowych gniazda chętnie wykorzystuje krwiściąg mniejszy, ale również inne gatunki roślin.

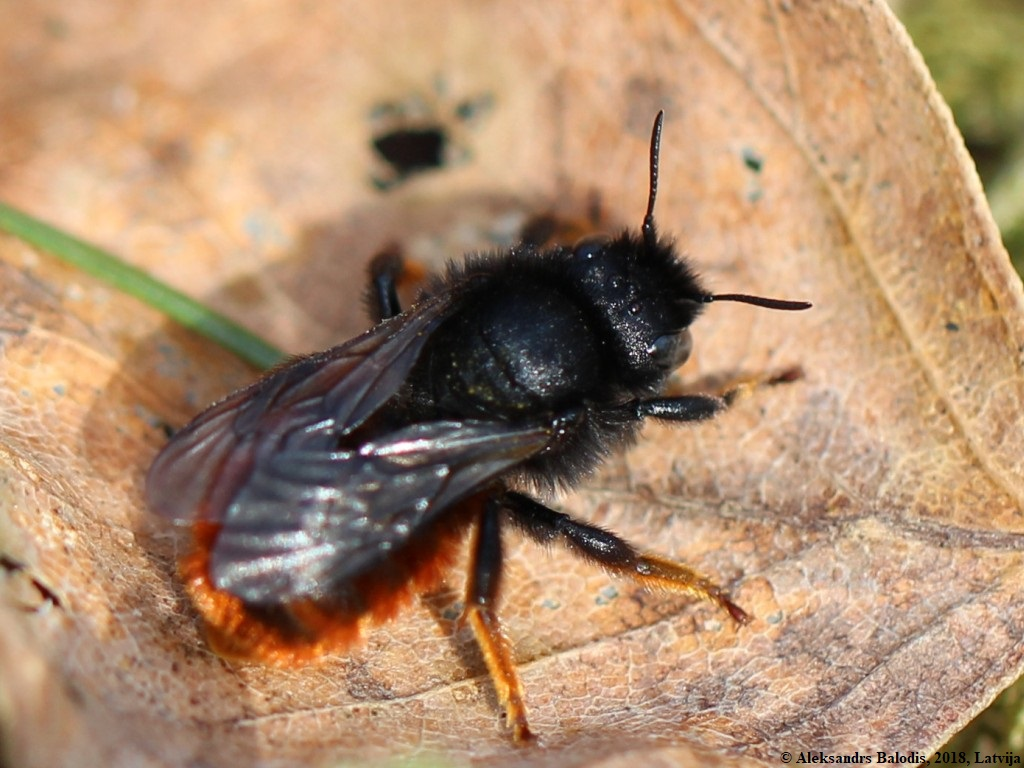
Samica
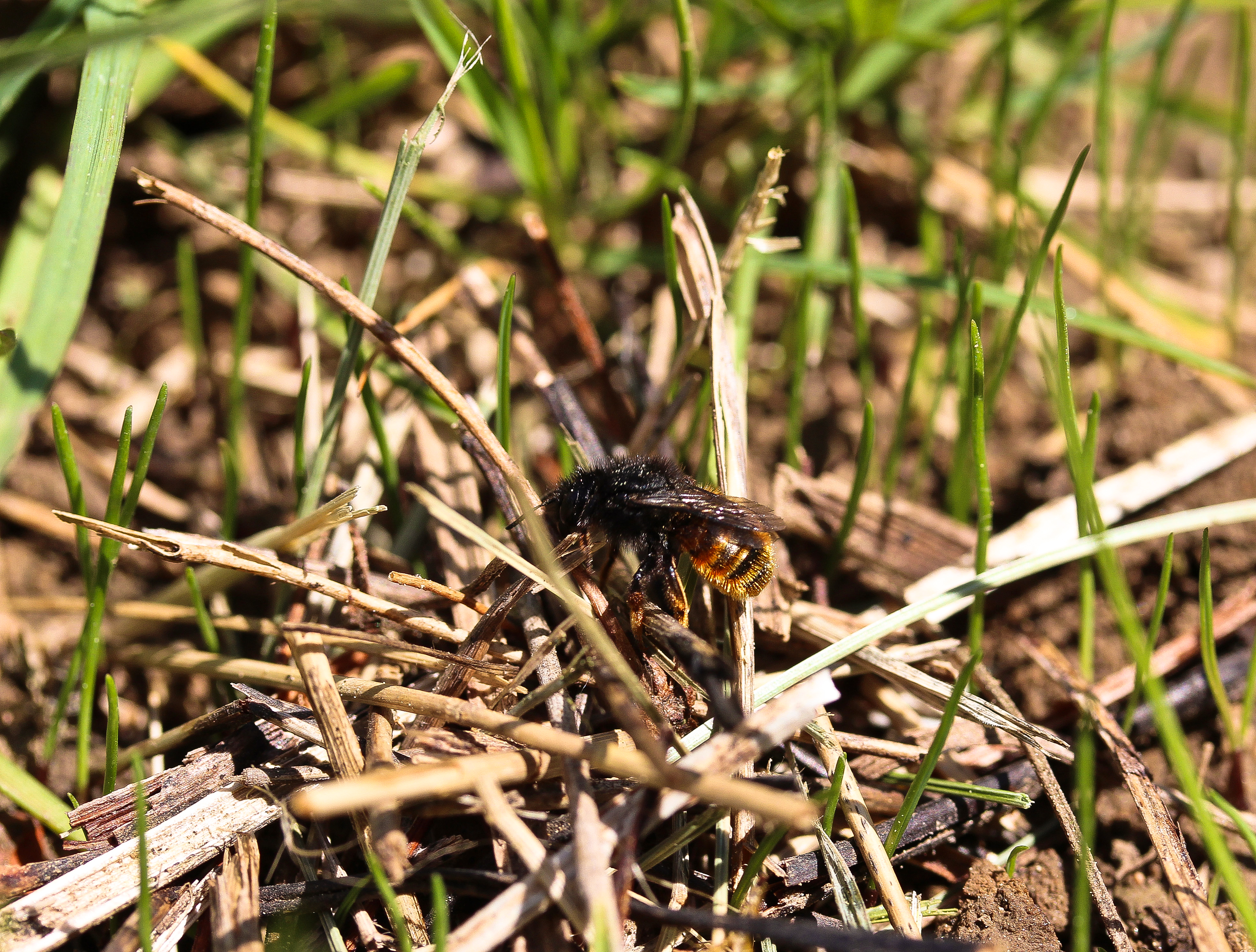
Samica na stercie patyczków, ukrywającej jej gniazdo zbudowane w muszli ślimaka.